# Domingos Parente da Silva
Domingos Parente da Silva (4 de Maio de 1836 – 17 de Novembro de 1901) foi um arquiteto português.

## Biografia
Nascido em Lisboa, na freguesia de Santos-o-Velho, filho de José Parente da Silva e Inácia Batista. Estudou inicialmente pintura na ERBA e só posteriormente é que estudou arquitetura. Trabalhou na Companhia Real de Caminhos de Ferro e, em 1866, assumiu o posto de Arquiteto da Câmara Municipal de Lisboa. Também trabalhou para o Ministério de Obras Públicas.

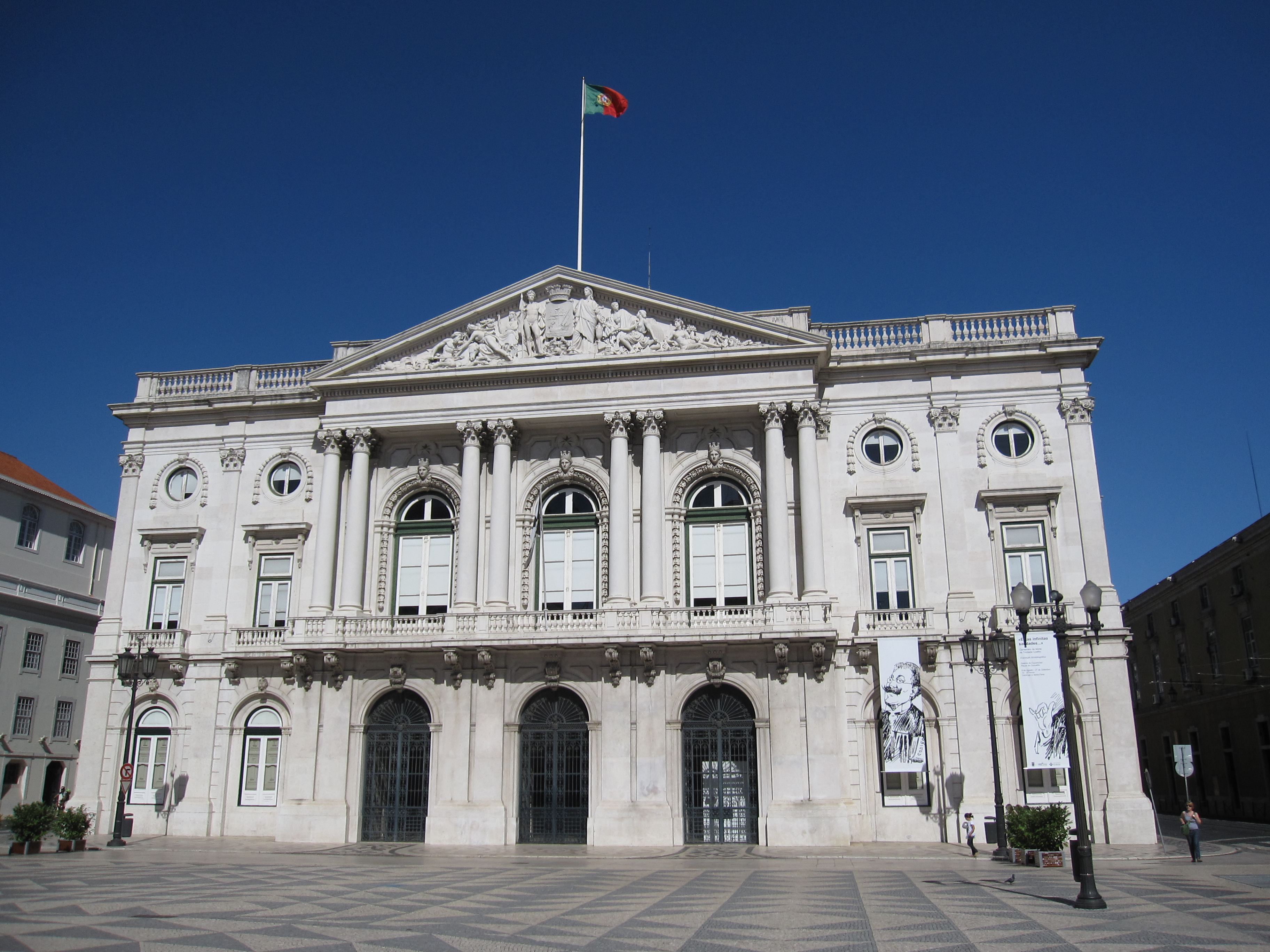
Fachada dos Paços do Concelho de Lisboa, projeto de 1867 de Parente da Silva

A serviço da Câmara realizou vários melhoramentos na cidade e arredores. Em 1867, foi aprovado seu projeto para a reconstrução do edifício dos Paços do concelho de Lisboa, em estilo neoclássico. Também desenhou o portão de entrada do Cemitério dos Prazeres e trabalhou nas obras do Palácio da Ajuda, Palácio das Necessidades e nas remodelações do Mosteiro dos Jerónimos.
Faleceu no bairro de Alcolena, freguesia de Santa Maria de Belém de Lisboa onde residia, tinha 65 anos, era casado com Carlota da Silva Gil, tinha três filhos. Foi a sepultar ao cemitério do Alto da Ajuda, em Lisboa.

## Obras
- Mercado Geral do Gado (Lisboa)
- Matadouro Municipal de Santarém[5]
- Pórtico de entrada do Cemitério dos Prazeres (Lisboa)[1]
- Remodelações no Palácio da Ajuda (Lisboa)[1]
- Remodelações no Palácio das Necessidades (Lisboa)[1]
- Remodelações no Mosteiro dos Jerónimos[1] para albergar a Casa Pia (Lisboa)[6]
- Projecto do edifício dos Paços do concelho de Lisboa[7]
- Edifício da Escola Oficina para Sociedade Promotora de Creches.[8]